# Волочнюк Анатолій Анатолійович
Анато́лій Анато́лійович Волочню́к — майор, Служба безпеки України.
Станом на 2008 рік майор Волочнюк ніс службу в Рівному.

## Нагороди
За особисту мужність і героїзм, виявлені у захисті державного суверенітету та територіальної цілісності України, вірність військовій присязі
- нагороджений орденом «За мужність» III ступеня (27.5.2015).